# جون دويل (سياسي)
جون دويل (بالإنجليزية: John Doyle)‏ هو فلاح وسياسي أيرلندي، ولد في 12 فبراير 1930 في جمهورية أيرلندا، وتوفي في 29 ديسمبر 2010 في جمهورية أيرلندا. حزبياً، نشط في فيانا فايل. وقد انتخب عضو مجلس الشيوخ من أيرلندا عن دائرة القائمة الزراعية ‏ وقد انضم خلال فترته النيابية ‏ (5 نوفمبر 1969 – 30 أبريل 1973)  للكتلة البرلمانية فيانا فايل.